# Wertheim

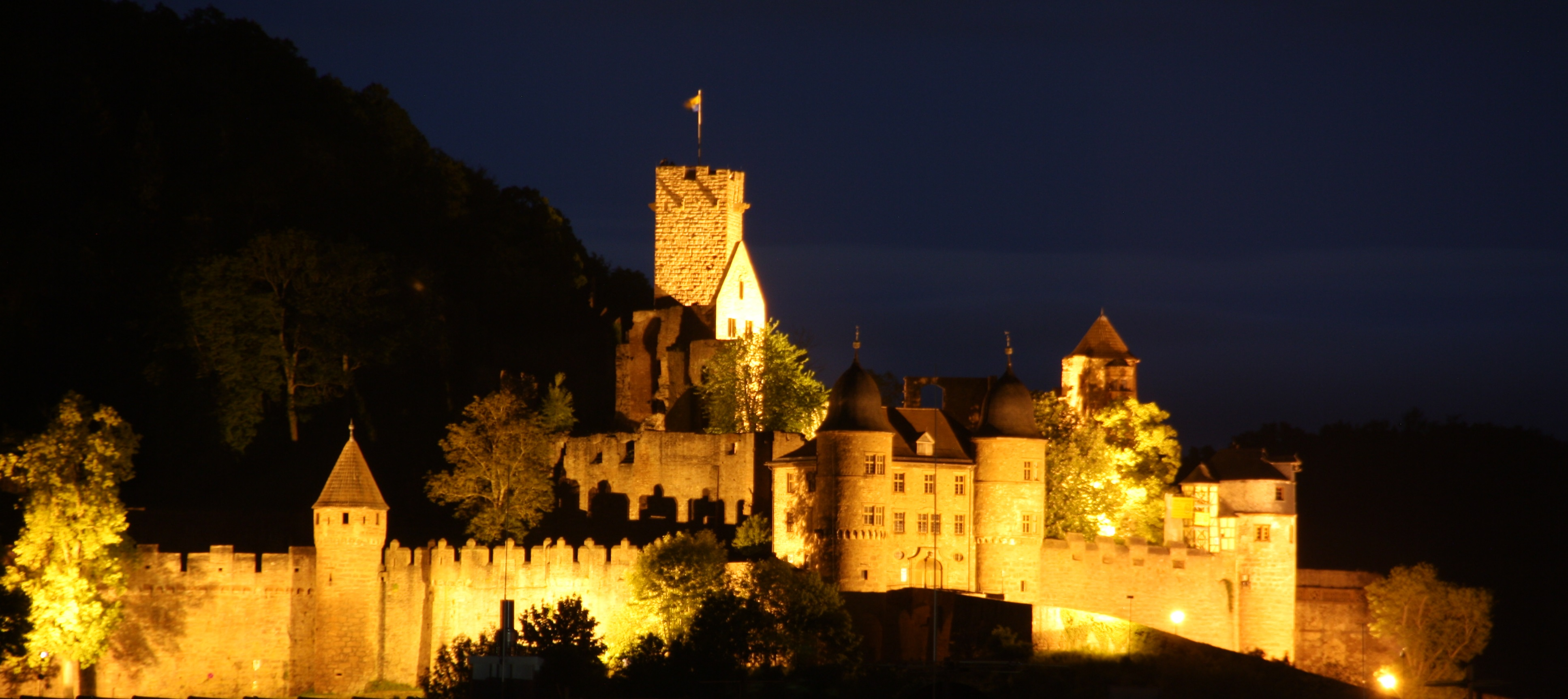
Zamek Wertheim nocą

Wertheim – miasto w Niemczech, w kraju związkowym Badenia-Wirtembergia, w rejencji Stuttgart, w regionie Heilbronn-Franken, w powiecie Main-Tauber-Kreis.
Leży nad Menem, ok. 20 km na północny zachód od Tauberbischofsheim, przy autostradzie A3 i linii kolejowej Aschaffenburg – Crailsheim.

## Ludzie urodzeni w Wertheim
- Johann Albrecht Friedrich von Eichhorn, pruski minister
- Normann Stadler, triathlonista